# Sergej Božin
Sergej Vital'evič Božin (in russo Серге́й Витальевич Божин?; Samara, 12 settembre 1994) è un calciatore russo, difensore del Fakel Voronež.

## Carriera
Cresciuto nel settore giovanile del Kryl'ja Sovetov Samara, ha esordito in prima squadra il 10 agosto 2014 disputando l'incontro di PFN Ligi vinto 0-2 contro il Sibir'.

## Palmarès

### Club

#### Competizioni nazionali
- Campionato russo di seconda divisione: 2

Kryl'ja Sovetov Samara: 2014-2015, 2020-2021